# Alois Indra
Alois Indra, někdy psáno též Alojz Indra (17. března 1921 Medzev Československo – 2. srpna 1990 Praha) byl československý politik Komunistické strany Československa, ministr vlád ČSSR, poslanec Národního shromáždění ČSSR, České národní rady a Sněmovny lidu Federálního shromáždění. Byl jedním z autorů tzv. zvacího dopisu a představitelů období normalizace.

## Život
Alois Indra byl původním povoláním železniční úředník. Do KSČ vstoupil v roce 1937. Jeho prvním působištěm po 2. světové válce byl někdejší Zlín, kde nejprve pracoval ve funkci tajemníka Krajského národního výboru, po absolutoriu Vysoké školy ÚV KSČ pokračoval na místním krajském sekretariátu KSČ, město se tou dobou již jmenovalo Gottwaldov. Zde se v roce 1956 stal krajským tajemníkem KSČ. V roce 1960 přesídlil do Prahy, kde se stal vedoucím plánovacího oddělení Ústředního výboru Komunistické strany Československa.
Již v 60. letech zastával i vládní posty. V roce 1962 se stal předsedou Státní plánovací komise (což byl tehdy důležitý orgán ústřední státní správy) a z titulu této funkce zasedal jako ministr ve vládě ČSSR (třetí vláda Viliama Širokého). V roce 1963 se stal ministrem dopravy ve vládě Jozefa Lenárta a toto portfolio držel až do roku 1968. Pak byl z funkce ministra převeden do ÚV KSČ a jeho politická kariéra vyvrcholila od konce 60. let. XI. sjezd KSČ ho zvolil za kandidáta Ústředního výboru Komunistické strany Československa. Do funkce člena ÚV KSČ ho zvolil XII. sjezd KSČ, XIII. sjezd KSČ, XIV. sjezd KSČ, XV. sjezd KSČ, XVI. sjezd KSČ a XVII. sjezd KSČ.
V únoru 1968 se stal terčem kritiky slovenských studentů a reformistů. Příčinou bylo Indrovo vyjádření ohledně projektované železniční tratě typu ALWEG ve Vysokých Tatrách. Indra coby ministr dopravy prohlásil, že výstavba této trati není do roku 1970 reálná. Na to reagovali bratislavští studenti demonstracemi a peticemi. Nikdy nerealizovaný ALWEG byl v roce 1968 symbolem ekonomické modernizace Slovenska. Na přelomu května a června 1968 byl ustanoven Indra předsedou komise ÚV KSČ pro přípravu vzniku komunistické strany v českých zemích (šlo o jeden z projevů reformního úsilí Pražského jara, kdy měl být vytvořen symetrický model dvou republikových komunistických stran, zastřešený celostátní KSČ). Indra ale v této otázce příliš v následujících týdnech nepokročil. Na tuto Indrovu zdržovací taktiku upozornil zpětně ve svých vzpomínkách Zdeněk Jičínský. Historik Jan Rychlík v tom spatřuje logický odpor konzervativního komunisty k decentralizaci, možná i po zaúkolování z Moskvy.
V průběhu srpnové invaze vojsk Varšavské smlouvy do Československa roku 1968 sehrál neblaze proslulou úlohu, neboť byl podepsán pod tzv. zvacím dopisem, v němž prosovětská frakce KSČ žádá o pomoc na obranu před kontrarevolucí. Bezprostředně po spuštění invaze se aktivně pokoušel neúspěšně sestavit kolaborantskou a zcela neústavní dělnicko-rolnickou vládu. Tento záměr ale selhal, protože v ÚV KSČ převážili odpůrci okupace a vydali stanovisko na podporu legitimního vedení státu a strany. Vysočanský sjezd KSČ konaný krátce po okupaci v ilegalitě Indru nezvolil do ÚV KSČ. Po skončení jednání mezi československými a sovětskými předáky, které vyústilo v podpis Moskevského protokolu, dostal srdeční záchvat a do Československa se vrátil až po několika týdnech. Společně s Vasilem Biľakem se stal v měsících po Srpnu jedním z nejkonzervativnějších a nejneoblíbenějších československých komunistických politiků oné doby.
V souvislosti s postupem normalizace ale jeho vliv na politiku KSČ opět rostl. Zároveň však podle historika Jana Rychlíka lze vypozorovat tendenci Gustáva Husáka marginalizovat členy prosovětské kolaborační ultralevice. Indra zastával funkci předsedy Federálního shromáždění, která sice byla formálně významným postem, ale politicky jen málo vlivná. Od dubna 1968 do prosince 1971 zastával post člena sekretariátu ÚV KSČ a v téže době i tajemníka ÚV KSČ. V období leden 1970–únor 1971 byl kandidátem předsednictva ÚV KSČ, od února 1971 až do listopadu 1989 členem předsednictva ÚV KSČ. V letech 1971–1972 byl navíc předsedou komise ÚV KSČ pro zemědělství a výživu a předsedou komise ÚV KSČ pro práci s mládeží. Od roku 1971 byl členem předsednictva Ústřední výbor Národní fronty ČSSR. V roce 1971 mu byl udělen Řád republiky, v roce 1973 Řád Vítězného února, roku 1981 Řád Klementa Gottwalda a téhož roku i titul Hrdina socialistické práce.
Dlouhodobě zasedal v nejvyšších zákonodárných sborech. Ač slovenského původu, byl volen v obvodech v českých zemích. Ve volbách v roce 1964 se stal poslancem Národního shromáždění ČSSR za Jihomoravský kraj. Po provedení federalizace Československa pak od ledna 1969 zasedal v Sněmovně lidu Federálního shromáždění. Zároveň v dubnu 1969 složil slib poslance České národní rady (dodatečný slib způsoben předchozí absencí, do ČNR byl vybrán již od počátku jejího ústavního fungování v lednu 1969).
Ve volbách roku 1971 byl znovu zvolen do Sněmovny lidu (volební obvod č. 129 – Ostrava-východ, Severomoravský kraj) a opětovně byl zvolen ve volbách v roce 1976 (obvod Slezská Ostrava), volbách v roce 1981 (obvod Slezská Ostrava) a volbách v roce 1986 (obvod Ostrava II). Dlouhou dobu zastával post předsedy Federálního shromáždění. Ještě v říjnu 1988 koordinoval přípravné práce na nové (a nikdy nerealizované) ústavě ČSSR. Ve federálním parlamentu setrval do prosince 1989, kdy přestal být poslancem v rámci procesu kooptace do Federálního shromáždění po sametové revoluci.
Už první prohlášení, které po svém vzniku vydalo 19. listopadu 1989 Občanské fórum, obsahovalo požadavek na odchod některých konkrétních funkcionářů včetně Aloise Indry. Na funkci poslance rezignoval 29. listopadu 1989 (v tentýž den Federální shromáždění zrušilo vedoucí úlohu KSČ v tehdy platné ústavě ČSSR). V únoru 1990 byl vyloučen z KSČ, v srpnu téhož roku zemřel.